# Beschleunigungsspannung
In der Elektronen- und Ionenoptik wird eine Beschleunigungsspannung zwischen Elektroden angelegt, um elektrisch geladenen Teilchen kinetische Energie zu geben. Die elektrische Feldstärke zwischen den Elektroden und damit die Beschleunigung der Teilchen hängen vom Abstand der Elektroden ab, der Energiezuwachs am Ende der Beschleunigungsstrecke aber nicht (siehe Potential und Spannung), daher die Bedeutung der Beschleunigungsspannung und die Angabe von Teilchenenergien in der Einheit Elektronenvolt. Mit leicht handhabbaren Spannungen werden relativistische Geschwindigkeiten erreicht.

## Energie und Geschwindigkeit
Teilchen der Ladung {\displaystyle q} erhalten durch eine Beschleunigungsspannung {\displaystyle U} die elektrische Energie 
{\displaystyle E_{\mathrm {el} }=qU,}
Für nichtrelativistische Geschwindigkeiten ({\displaystyle v\ll c}) beträgt die kinetische Energie eines Teilchens der Masse {\displaystyle m} näherungsweise
{\displaystyle E_{\mathrm {kin} }\approx {\frac {1}{2}}mv^{2}.}
Gleichsetzen ergibt
{\displaystyle v={\sqrt {2U{\frac {q}{m}}}}}
RechenbeispielDie spezifische Ladung des Elektrons {\displaystyle {\frac {-e}{m_{\mathrm {e} }}}} beträgt etwa {\displaystyle -1{,}76\cdot 10^{11}\,\mathrm {\frac {C}{kg}} ,} sodass für eine Geschwindigkeit von 1000 km/s eine Beschleunigungsspannung von −2,84 Volt ausreicht.
Für den exakten Zusammenhang zwischen Geschwindigkeit und Energie siehe kinetische Energie in der relativistischen Mechanik.

## Anwendungen
Die Gründe für die Wahl der Beschleunigungsspannung können sich auf eine Reihe von Parametern beziehen:
- Geschwindigkeit: Drift durch den Quadrupol beim Quadrupol-Massenspektrometer.
- De-Broglie-Wellenlänge: mit etwa 100 eV passend zur Gitterkonstanten bei der Low-Energy Electron Diffraction, mit etwa 200 kV möglichst kurzwellig beim Transmissionselektronenmikroskop.
- Energie: mit einigen 10 bis einigen 100 keV in Röntgenröhren für auf die Probe abgestimmte Röntgenenergien bzw. mit einigen 10 MeV möglichst hoch für hohe Auflösung bei der Radiokarbondatierung.
- Eindringtiefe von Ionen: unter 500 eV beim Sputtern, 500 eV bis einige MeV bei der Ionenimplantation.
- Bilddarstellung in Bildröhren: In Bildröhren von Farbfernsehern sorgte eine Beschleunigungsspannung von 25 bis 30 kV dafür, dass schon ein geringer Elektronenstrom die Leuchtschicht hell leuchten lässt. Geringer Strom bei hoher Fluggeschwindigkeit bedeutet dabei eine geringe Raumladung, sodass die Fokussierung wenig beeinträchtigt wird.